# Fatal Attraction (soundtrack)
Fatal Attraction is de originele soundtrack, gecomponeerd en gedirigeerd door Maurice Jarre voor de film Fatal Attraction uit 1987 van Adrian Lyne. Het album werd uitgebracht in 1987 door GNP Crescendo Records en PRT Records.

## Achtergrond
Het elektronisch ensemble bestond onder andere uit Michael Boddicker, Emil Richards en John Van Tongeren. De muziek werd opgenomen in de Record Plant Studios in Los Angeles. Het werd opgenomen en gemixt door geluidstechnicus Joel Moss.

## Tracklijst
Alle muziek en teksten zijn geschreven door Maurice Jarre. 
| 1.                 | Fatal Attraction | 5:38 |
| 2.                 | Following Dan    | 7:01 |
| 3.                 | Madness          | 3:33 |
| 4.                 | Where Is Ellen   | 4:19 |
| 5.                 | Beth             | 2:15 |
| 6.                 | Confrontation    | 9:50 |
| Totale duur: 32:27 |                  |      |

## Prijzen en nominaties
| Jaar | Prijs        | Categorie                                                                                       | Genomineerde(n)                  | Uitslag     |
| ---- | ------------ | ----------------------------------------------------------------------------------------------- | -------------------------------- | ----------- |
| 1989 | Grammy Award | Best Album of Original Instrumental Background Score Written for a Motion Picture or Television | Fatal Attraction – Maurice Jarre | Genomineerd |